# 石田三成の長女
石田三成の長女（いしだみつなりのちょうじょ、天正7年〈1579年〉 - 正保4年8月2日〈1647年9月9日〉）は、安土桃山時代から江戸時代初期にかけての女性。石田三成とその正室・皎月院（後年の史料では無量院ともされる）の間に生まれた長女である。

## 生涯
石田三成の長女は、石田正継（三成の父）の家臣であった山田上野介の長男・山田惣左衛門（のちの隼人正・山田勝重）に嫁いだとされる。これは『山田誠所蔵文書』および『津軽藩採集文書』に記録が残されている。
正保4年（1647年）8月2日に死去。享年69。